# Andreas Zapatinas

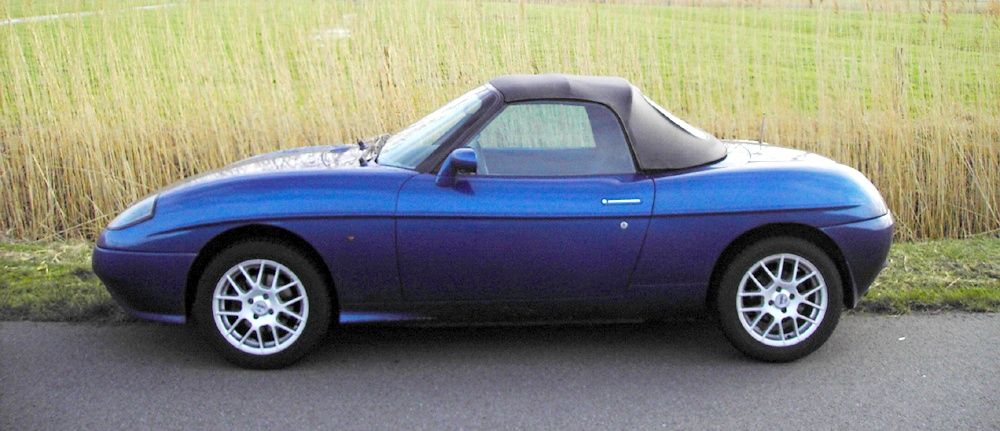
Fiat Barchetta

Andreas Zapatinas (griechisch Ανδρέας Ζαπατίνας, * 1957 in Athen) ist ein griechischer Automobildesigner. 
Er entwarf den Fiat Barchetta und wurde dann von BMW abgeworben. Er kehrte aber danach in den Fiat-Konzern (zu Alfa Romeo) zurück. Dort entwarf er den Alfa Romeo 166 und Alfa Romeo 147. 2002 wurde er Direktor der Designabteilung von Subaru.